# Das Liebesnest 1
Das Liebesnest 1 è un film muto del 1922 diretto da Rudolf Walther-Fein.

## Produzione
Il film fu prodotto dalla Aafa-Film AG.

## Distribuzione
Distribuito internazionalmente, il film uscì in Finlandia il 31 dicembre 1922 e in Portogallo il 14 maggio 1923 con il titolo Ninho do Amor.